# 金杉宪治
金杉宪治（日语：／ Kanasugi Kenji, 1959年9月11日—），日本外交官，現任日本駐華大使（第18任）。

## 生平
1959年出生于日本東京都丰岛区，1983年毕业于一桥大学法学部，之后进入日本外务省。1998年担任綜合外交政策局总务课首席事务官。1999年综合外交政策局总务课企画官。2001年大臣官房总务课企画官兼大臣官房（事務次官室）。2002年担任综合外交政策局总务课企画官。同年北美局北美第二课长。2003年担任外务大臣秘書官，2004年担任北美局北美第二课长。2005年担任日本驻美国大使馆参赞。2007年1月調任大臣官房職員，同年2月任人事課長，2009年7月任總務課長兼大臣官房直屬「外務省改革推進本部」事務局長。2011年9月担任大臣官房參贊兼亞洲大洋洲局南亞部，及内阁总理大臣秘书官。2012年12月任外务事务官 大臣官房。2013年1月擔任大臣官房參事官兼亞洲大洋洲局及亞洲大洋洲局南亞部；同年6月任大臣官房審議官兼亞洲大洋洲局及亞洲大洋洲局南亞部；2014年調任日本駐韓國大使館出任公使；2015年出任經濟局局長；2016年接替石兼公博出任亞洲大洋洲局局長；2019年出任負責經濟事務的外务审议官；2020年7月再任大臣官房；同年7月接替石井正文担任日本驻印度尼西亚大使。
2023年10月24日，日本政府通過決議，任命金杉憲治接替垂秀夫出任駐中國大使，日本驻印尼大使一职则由正木靖接任。金杉宪治于2023年12月19日抵达北京履新。